# Jaílma de Lima
Jaílma Sales de Lima (* 31. Dezember 1986 in Taperoá) ist eine brasilianische Sprinterin, die sich auf den 400-Meter-Lauf spezialisiert hat. Zu Beginn ihrer Karriere war sie auch als Hochspringerin und Siebenkämpferin aktiv. Gelegentlich startet sie auch im 400-Meter-Hürdenlauf.

## Sportliche Laufbahn
Erste Erfahrungen bei internationalen Meisterschaften sammelte Jailma de Lima bei den Jugendsüdamerikameisterschaften 2000 in Bogotá, bei denen sie im Hochsprung mit 1,74 m die Silbermedaille gewann. Zwei Jahre später gewann sie bei den Meisterschaften in Asunción im Hochsprung und im Siebenkampf. 2003 erfolgte die Teilnahme an den Jugendweltmeisterschaften im kanadischen Sherbrooke, bei denen sie im Hochsprung den elften Platz belegte und im Siebenkampf als Vierte nur knapp eine Medaille verpasste. 2006 gewann sie bei den U23-Südamerikameisterschaften in Buenos Aires die Goldmedaille im Siebenkampf und belegte mit der brasilianischen 4-mal-400-Mater-Staffel den fünften Platz. Zwei Jahre später gewann sie bei den U23-Südamerikameisterschaften in Lima Gold über 400 Meter und mit der brasilianischen Staffel. 
2009 gewann sie bei den Südamerikameisterschaften in Lima die Bronzemedaille über 400 Meter und Gold in beiden Staffelbewerben. 2011 gewann sie bei den Südamerikameisterschaften in Buenos Aires Gold über 400 Meter Hürden und mit der 4-mal-400-Meter-Staffel. Daraufhin gewann sie bei den Militärweltspielen in Rio de Janeiro Bronze über 400 Meter und Gold mit der 4-mal-100-Meter-Staffel und der 4-mal-400-Meter-Staffel. Bei den Weltmeisterschaften in Daegu schied sie über die Hürden bereits im Vorlauf aus. Bei den Panamerikanischen Spielen im mexikanischen Guadalajara gewann sie Silber mit der Staffel und belegte im 400-Meter-Hürdenlauf den fünften Platz. 2012 qualifizierte sie sich erneut für die Olympischen Spiele in London, bei denen sie in der Einzelbewerb und mit der Staffel in der ersten Runde ausschied.
2013 gewann sie bei den Südamerikameisterschaften in Cartagena Gold mit beiden Staffeln. Zwei Jahre später verpasste sie bei den Südamerikameisterschaften in Lima als Vierte über die Hürden knapp eine Medaille und gewann Gold mit der 4-mal-400-Meter-Staffel. 2016 nahm sie zum zweiten Mal an den Olympischen Spielen in Rio de Janeiro teil und scheiterte diesmal über 400 Meter im Einzelbewerb als auch mit der Staffel im Vorlauf. 2017 gewann sie mit der brasilianischen Mannschaft das B-Finale bei den IAAF World Relays 2017 auf den Bahamas. Bei den Südamerikameisterschaften in Luque gewann sie erneut mit der Staffel und wurde erneut Vierte über die Hürden.
Insgesamt wurde sie bisher achtmal brasilianische Meisterin.

## Persönliche Bestzeiten
- 100 Meter: 11,70 s (+0,9 m/s), 22. Februar 2014 in São Paulo
- 200 Meter: 23,30 s (+1,1 m/s), 3. Juli 2016 in São Bernardo do Campo
- 400 Meter: 51,66 s, 22. Mai 2011 in São Paulo
- 400 m Hürden: 56,00 s, 26. Mai 2011 in Rio de Janeiro
- Hochsprung: 1,78 m, 10. Juli 2003 in Sherbrooke
- Siebenkampf: 5601 Punkte, 22. September 2006 in São Paulo